# Neya-gawa
La rivière Neya (寝屋川, Neya-gawa) est un cours d'eau du Japon, situé dans la préfecture d'Osaka. Elle est un affluent de rive gauche du fleuve Yodo.

## Géographie
Le bassin versant de la rivière Neya s'étale, dans la plaine d'Osaka, sur une superficie de 267,6 km2 qui recouvre une partie du nord-est de la préfecture d'Osaka, entre les cours inférieurs des fleuves Yodo, au nord, Yamato, au sud, et l'est des monts Ikoma (ja),. Il comprend principalement les villes de Katano, Neyagawa, Shijōnawate, Kadoma, Daitō, Yao, Higashiōsaka, et Osaka (arrondissements de Tsurumi, Jōtō, Chūō, Miyakojima).
La rivière Neya longue de 25 km prend sa source à Katano, dans la partie nord-ouest des monts Ikoma (ja). Son cours principal se développe dans la direction nord, dans l'est de Neyagawa, prend une direction plein ouest à Daitō, et rejoint le fleuve Kyū-Yodo, une branche du cours supérieur du fleuve Yodo, à l'extrême sud de l'arrondissement Miyakojima d'Osaka, au nord-ouest du château d'Osaka,.

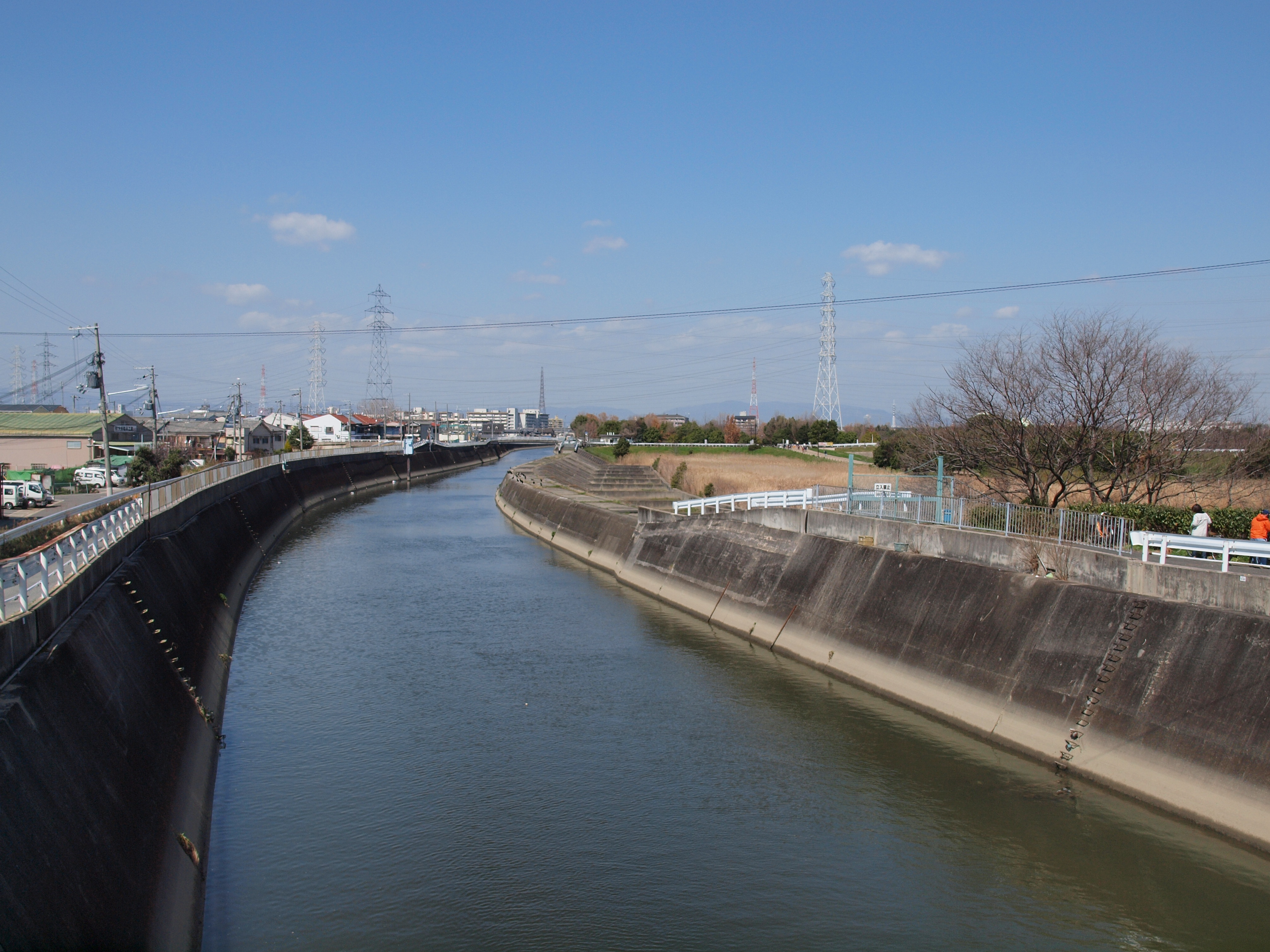
La rivière Neya à Daitō.
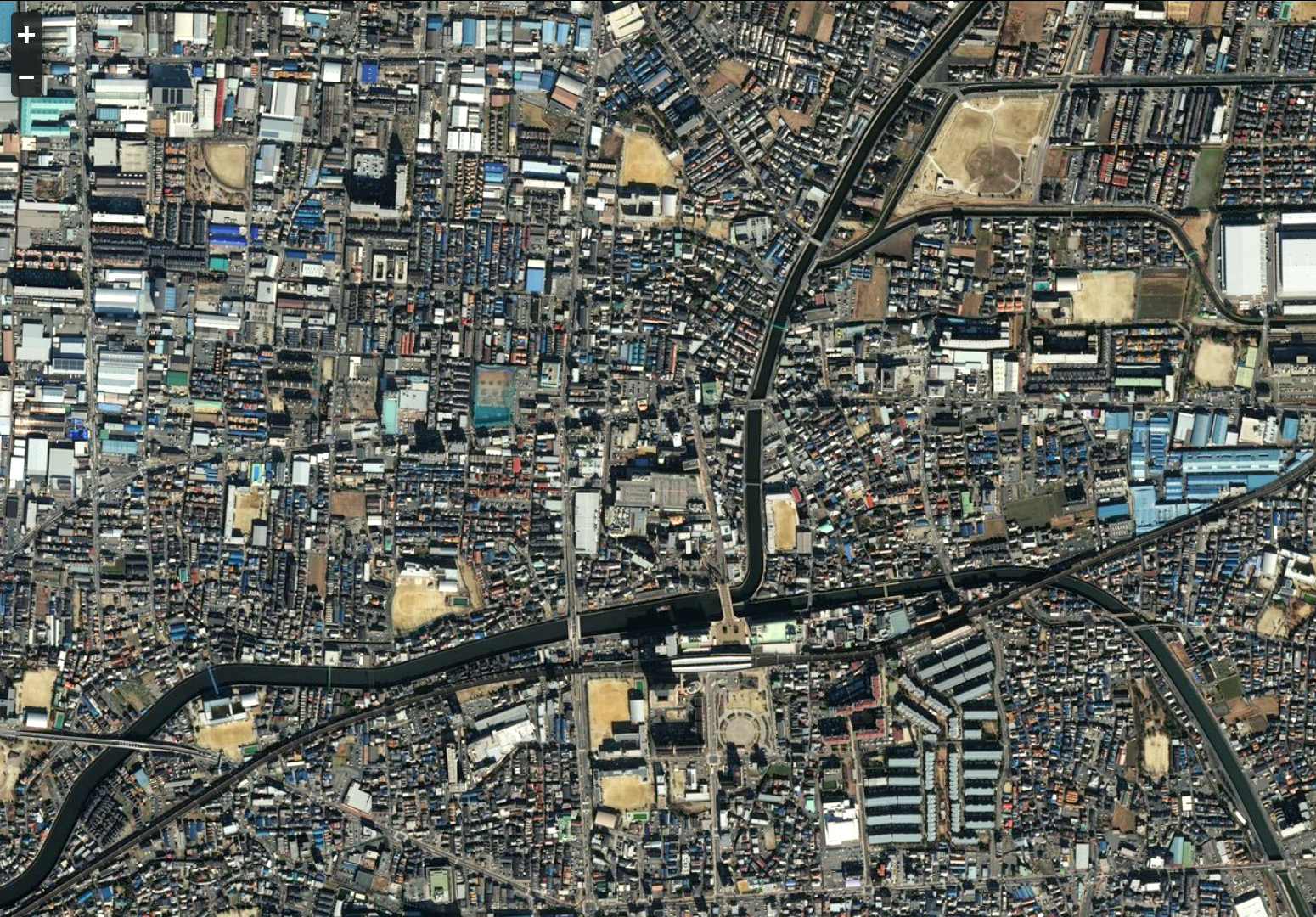
Vue aérienne de sections de la rivière Neya, à Daitō.
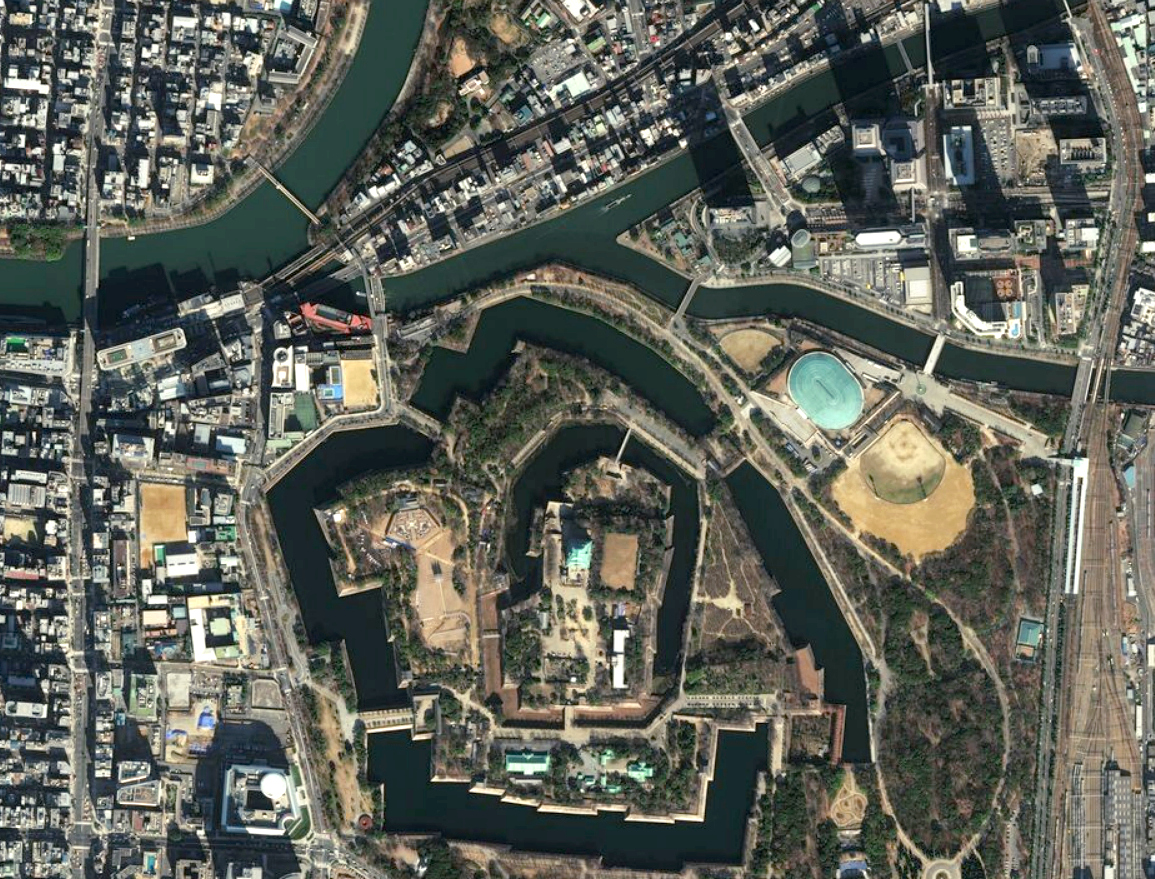
Point de confluence entre la rivière Neya et le fleuve Yodo dans l'arrondissement Chūō.

## Classement national
La rivière Neya est classée, selon la loi japonaise, comme cours d'eau de première classe, dans le système d'eau du fleuve Yodo, ce qui signifie que sa gestion relève de la responsabilité du ministère du Territoire, des Infrastructures, des Transports et du Tourisme,.